# Gare de Sainte-Flaive-des-Loups
La gare de Sainte-Flaive est une gare ferroviaire française (fermée) de la ligne des Sables-d'Olonne à Tours, située sur le territoire de la commune de Sainte-Flaive-des-Loups, dans le département de la Vendée, en région Pays de la Loire.
Cette halte, ou arrêt, a été mise en service a une date indéterminée et elle est depuis une date également indéterminée fermée au service ferroviaire des voyageurs.

## Situation ferroviaire
Établie à 70 mètres d'altitude, la halte fermée de « Sainte-Flaive-les-Loups » est située au point kilométrique (PK) 22,503 (PN 22) de la ligne des Sables-d'Olonne à Tours, entre les gares ouvertes de La Mothe-Achard et de La Roche-sur-Yon. Elle est séparée de La Roche-sur-Yon par la gare fermée des Clouzeaux.

## Histoire
Lorsque la Compagnie des chemins de fer de la Vendée met en service le 30 décembre 1866, sa ligne de « Napoléon Vendée aux Sables d'Olonne », il n'y a, ni gare ou halte au passage près de Sainte-Flaive-des-Loups, entre les gares de La Mothe-Achard et des Clouzeaux.
En mai 1896, les Chemins de fer de l'État font paraître une annonce dans la presse : « La direction des Chemins de fer de l'État a l'honneur d'informer le public qu'à dater du 10 mai 1896, le train no 372 s'arrêtera à l'arrêt de Sainte-Flaive pour y prendre et y laisser des voyageurs ». En 1899, le guide de la Loire aux Pyrénées signale l'existence de « l'arrêt de Sainte-Flaive-des-Loups » qui dessert un bourg de 1 672 habitants entre les gares des Clouzeaux et de La Mothe-Achard.
Le 4 février 1915 est voté au budget annexe de l'ancien réseau (dépenses extraordinaire) un crédit de 500 francs pour construire « un abri pour les voyageurs à l'arrêt de Sainte-Flaive-des-Loups », dans le cadre des « travaux complémentaires de premier établissement ». Le chantier est terminé cette même année 1915. Vers 1924, le Conseil municipal de la commune de Fougeré réclame plus de dessertes pour l'arrêt de Fougeré, il compare notamment avec l'« arrêt de Sainte-Flaive-des-Loup » qui dispose d'une desserte par les trois trains montants et descendants.
La halte est fermée à une date indéterminée postérieure à 1987.

## Patrimoine ferroviaire
L'ancienne maison du garde barrière du passage à niveau no 22, qui devait être utilisé pour le service de la halte, est toujours présente en 2019. Elle est située sur la route de l'Arrêt, ancienne route passant par le passage à niveau, remplacée par une déviation franchissant la ligne sur un pont.